# Григореску, Николае
Никола́е Григоре́ску (рум. Nicolae Grigorescu; 15 мая 1838, Питару, жудец Дымбовица — 21 июля 1907, Кымпина, жудец Прахова) — крупнейший румынский художник.

## Биография и творчество
Николае Григореску родился в семье, в которой было семеро детей, и рано потерял отца. Вслед за старшим братом, учившимся у дяди, он пошёл в обучение и позже зарабатывал на жизнь как иконописец. Григореску был подмастерьем в мастерской миниатюриста и иконописца Антона Хладека, одного из иностранных художников, приехавших в Румынию после получения независимости с целью реформировать традиционный стиль иконописи в сторону современных западных стандартов. Хладек работал в стиле бидермейер, и Григореску поначалу также подражал этому стилю, одновременно изучая живопись старых мастеров по оттискам и пытаясь писать в их манере. В возрасте 14 лет Николае Григореску выполнил 11 праздничных икон для церкви в Байкой (жудец Прахова), а также семь больших икон по заказу княжны Клеопатры Трубецкой. В дальнейшем он также выполнил, среди прочего, иконы для монастыря Кальдарусаны (позже погибшие при пожаре), фрески и иконы для монастыря Замфира, в 1858 году фрески и иконы для монастыря Агапия по заказу Иосифа (Георгиана), будущего митрополита-примаса Румынии, и около сотни холстов для церкви в Пукений-Марь около Бухареста. Известны также портреты раннего периода творчества Григореску, выполненные в строго канонической манере.
В 1861 году Николае Григореску при содействии Михаила Когэлничану, инспектора, изучавшего работы Григореску для монастыря Агапия и распознавшего талант художника, получил стипендию на обучение за границей и осенью того же года отправился в Париж.
В Париже Григореску учился в Школе изящных искусств, а также посещал мастерскую Себастьена Корню, где одним из его соучеников был Пьер-Огюст Ренуар. Григореску в основном интересовался рисунком и композицией, зная, что они составляют его слабые места. Однако вскорости он покинул мастерскую и, будучи увлечён идеей пленэра, сблизился с группой художников Барбизонской школы, в первую очередь Жаном-Франсуа Милле и Гюставом Курбе. В 1867 году на Всемирной Выставке в Париже он представил семь работ, а в Салоне 1868 года — картину «Цыганская девочка».
Несколько раз Николае Григореску возвращался в Румынию, где, начиная с 1870 года, регулярно участвовал в выставках. В 1877 году он получил приглашение сопровождать румынскую армию во время русско-турецкой войны. Сделанные зарисовки он позже использовал для создания больших холстов.
С 1879 по 1890 год Григореску снова работал во Франции, в частности, в Бретани и в Париже. В 1890 году он поселился в Кымпине и в дальнейшем изображал в основном портреты крестьянок и сельские пейзажи. В 1899 году он был избран почётным членом Румынской Академии.

## Галерея

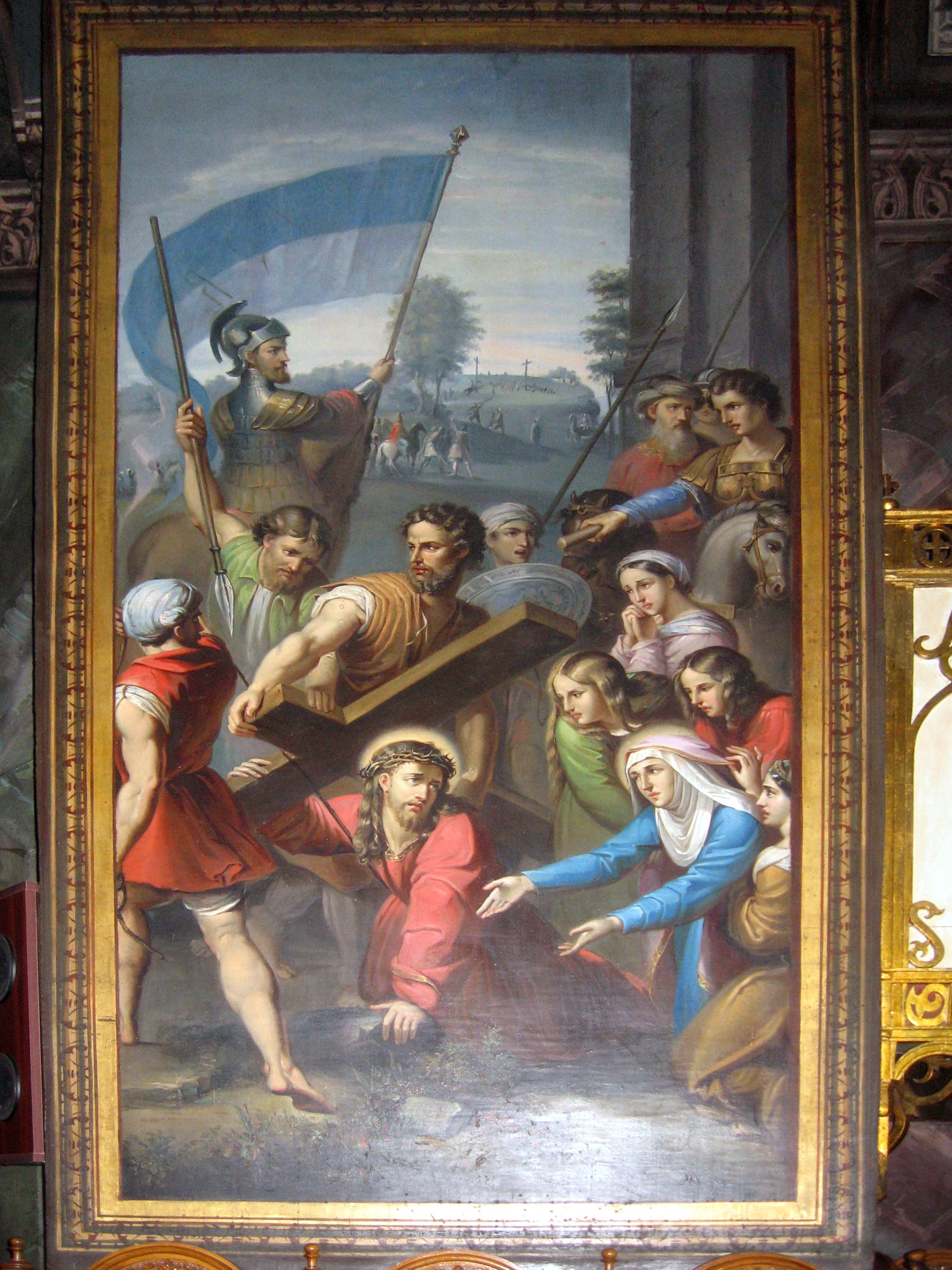
Несение креста, из монастыря Агапия (1858)
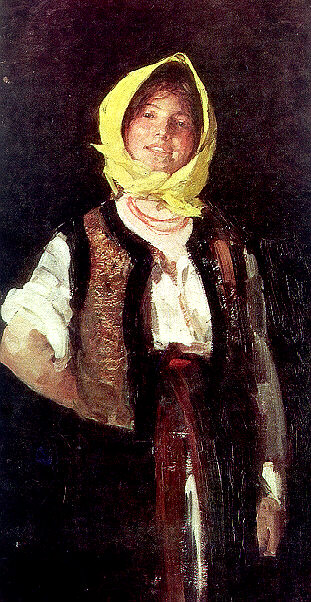
Весёлая крестьянка (1894), Национальный музей искусств Румынии, Бухарест
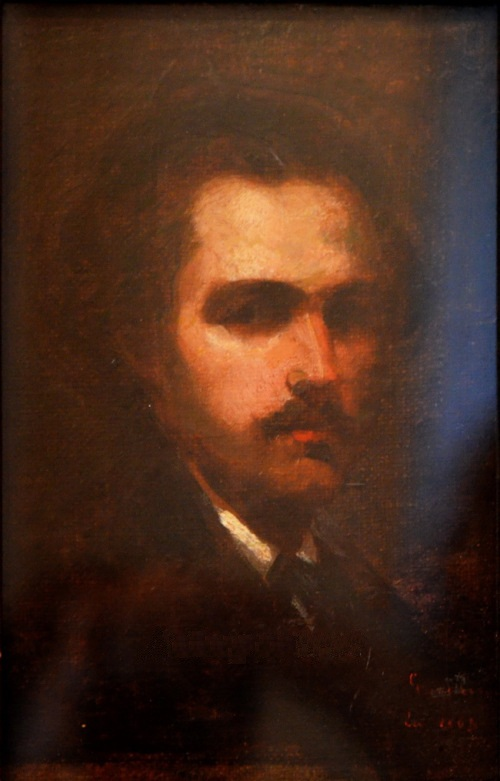
Автопортрет (1) (1863)
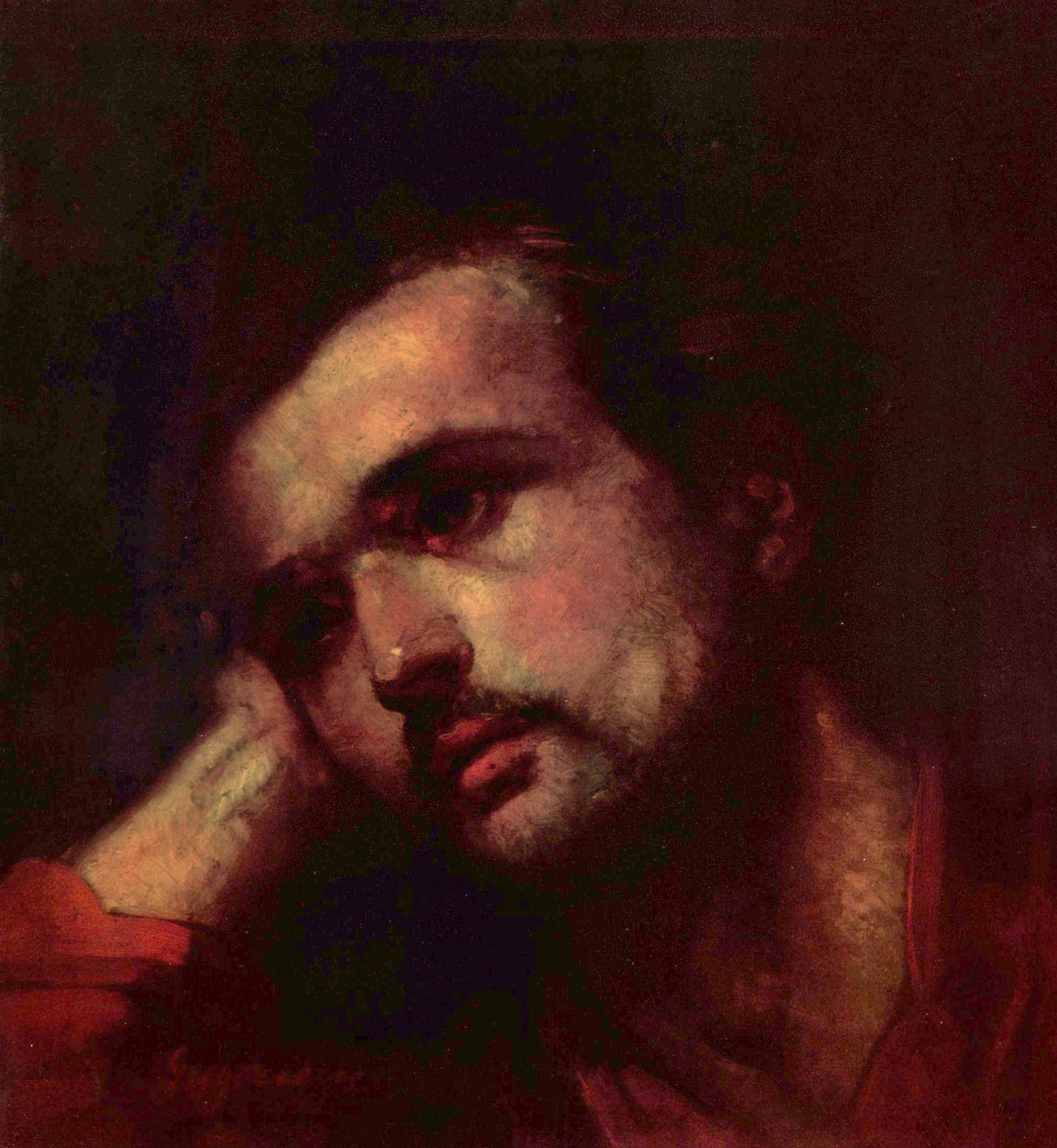
Автопортрет (2) (1863—1864)
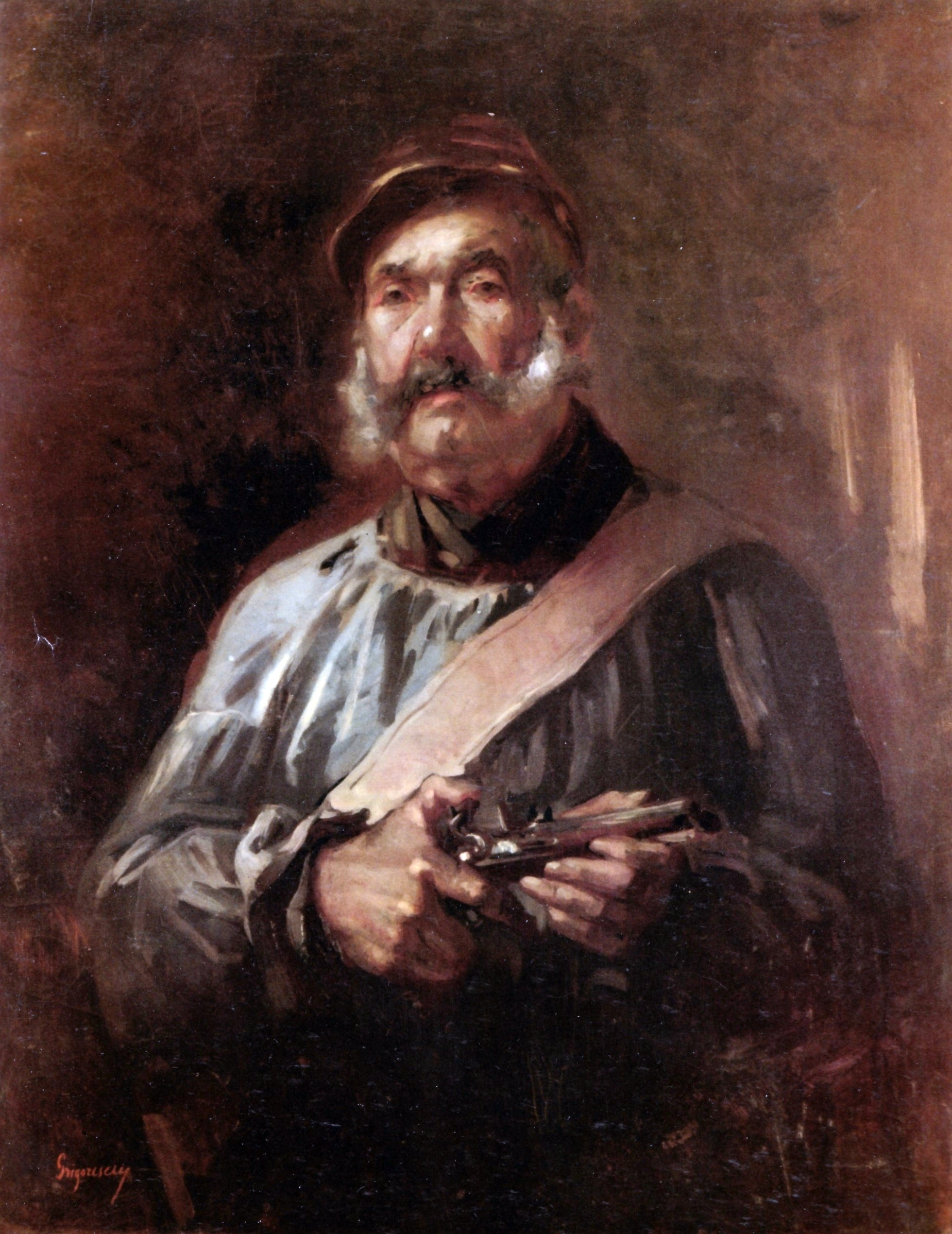
Сторож в Шайи (2) (1867)
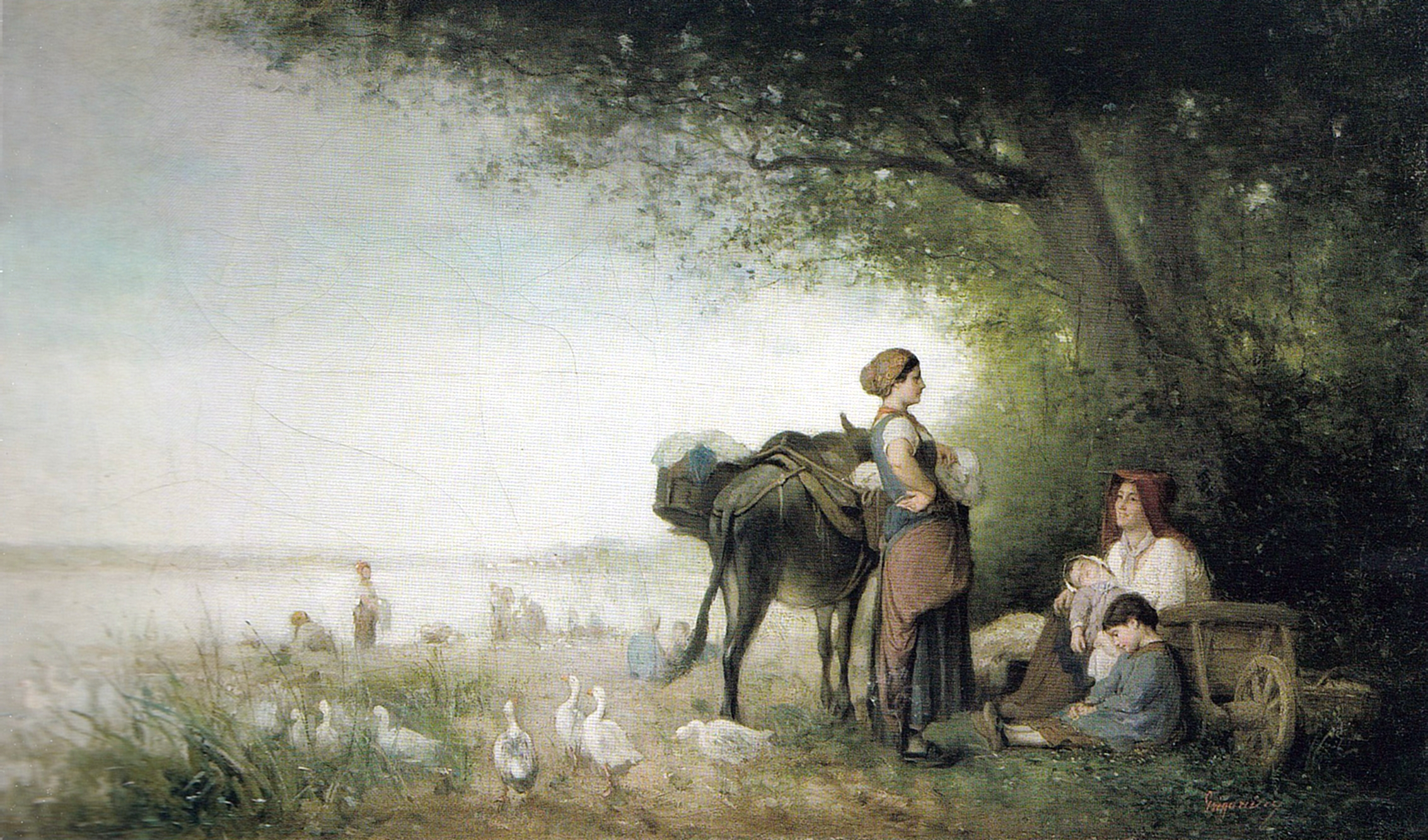
Прачки у реки (1863—1868)
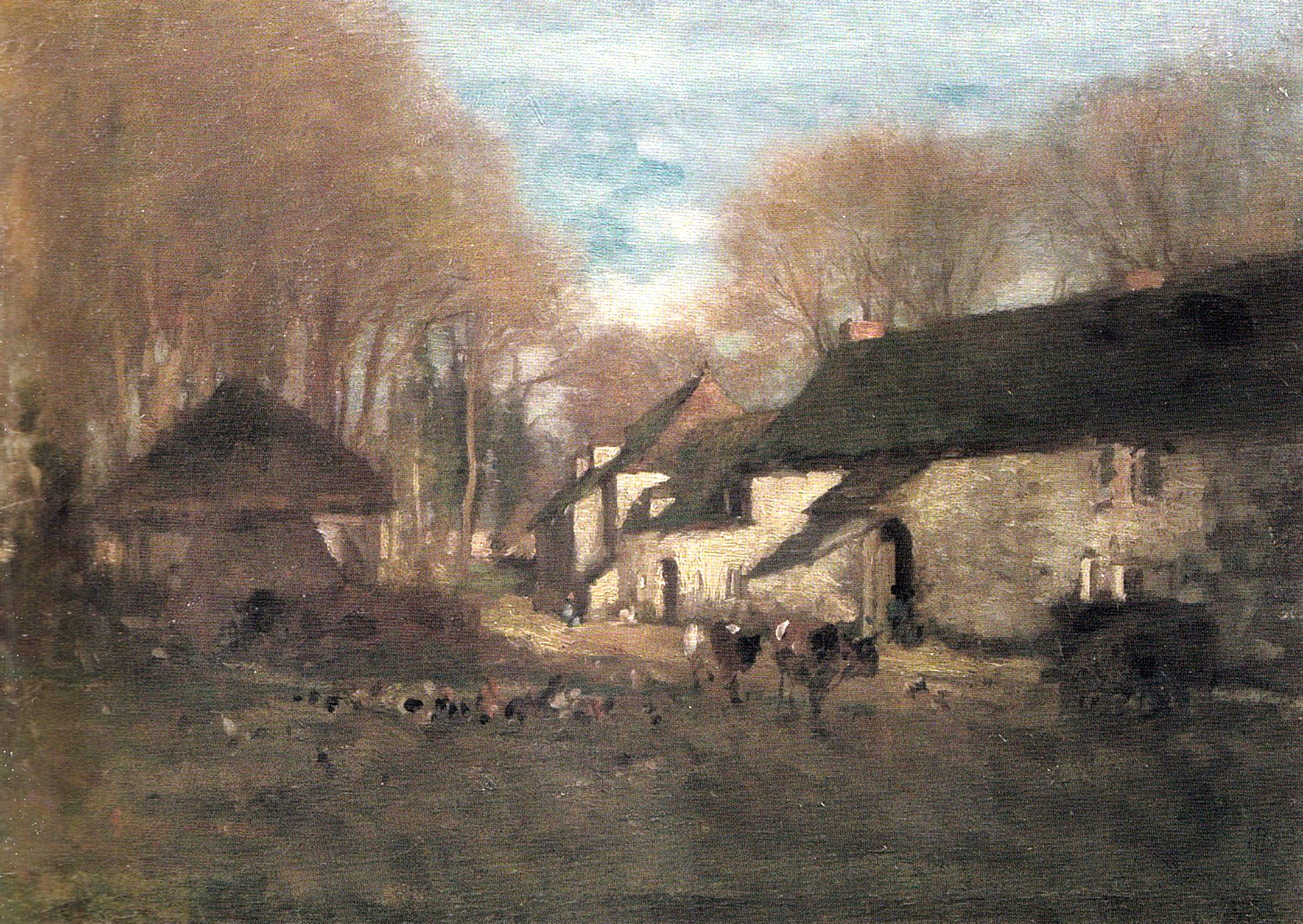
Ферма в Барбизоне (1864—1867)
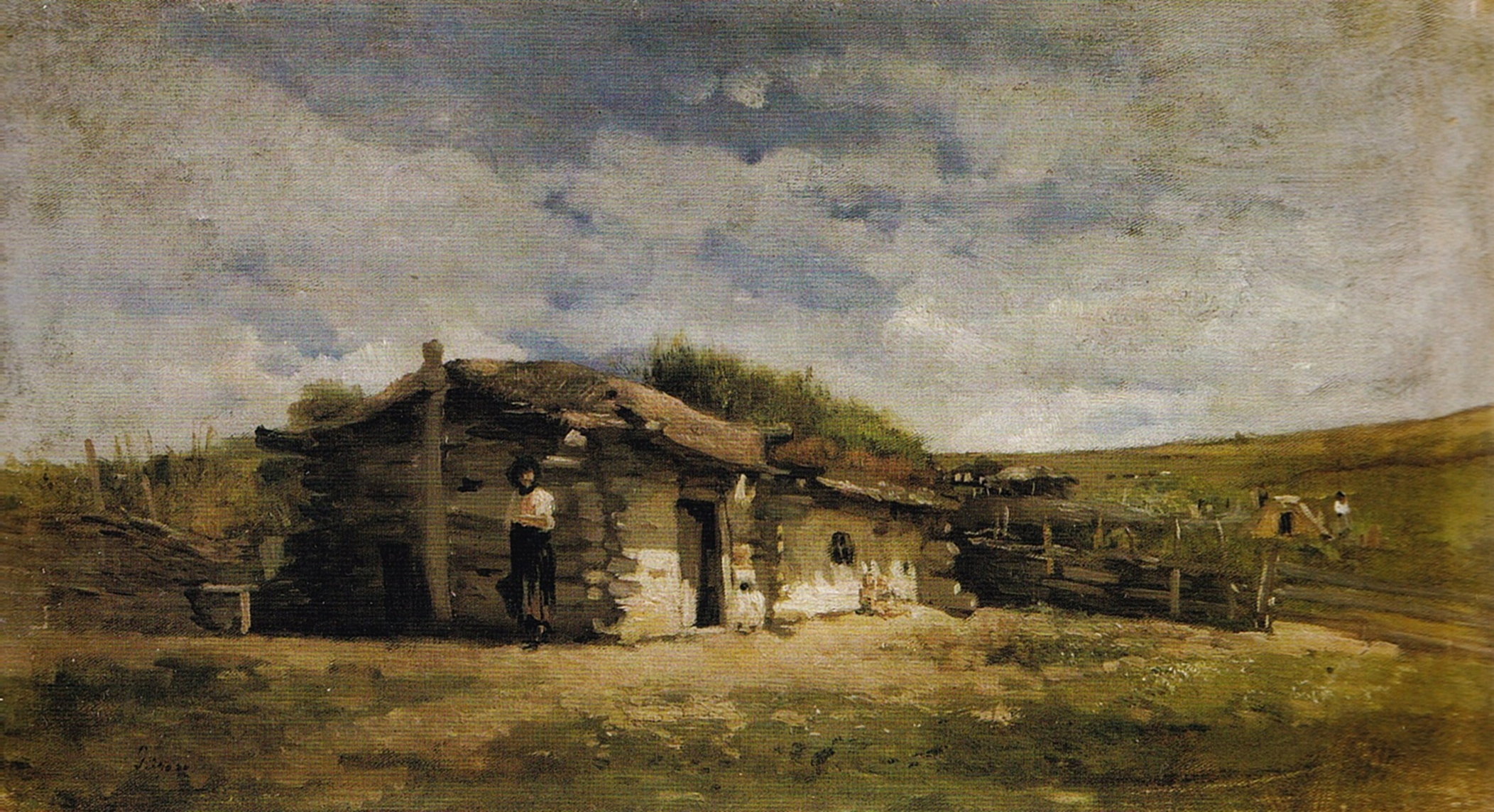
Хижина (1873)

## Память

В филателии
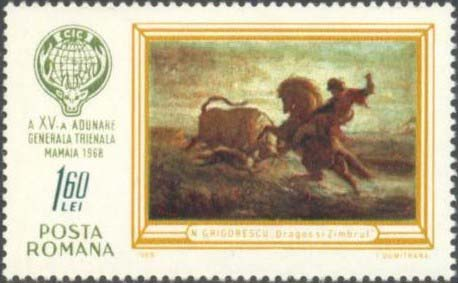
Картина Николае Григореску «Принц Драгош и зубр» на почтовой марке Румынии 1968 года
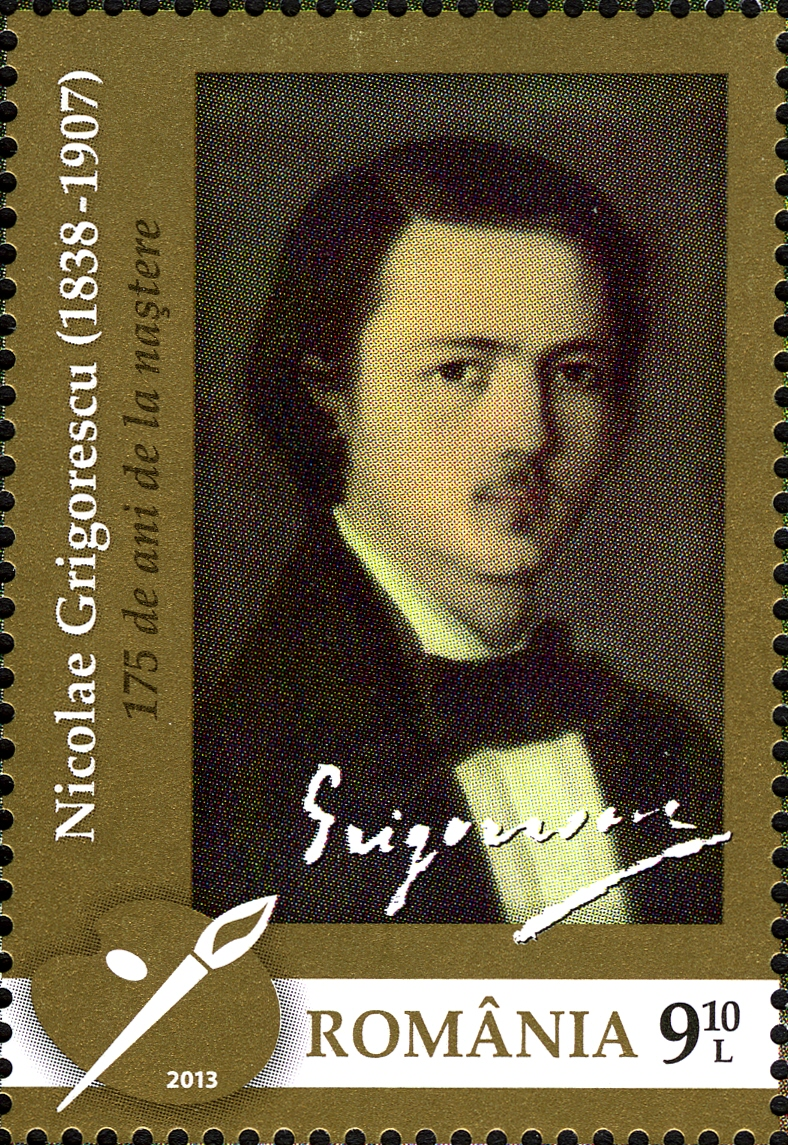
Почтовая марка Румынии 2013 года
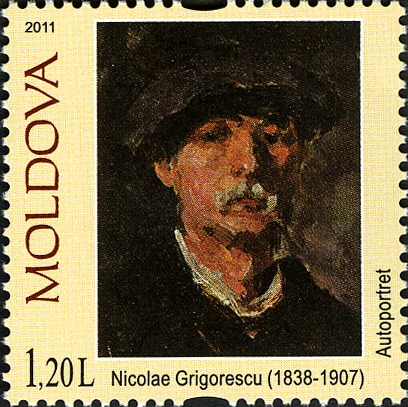
Почтовая марка Молдовы в честь Николае Григореску
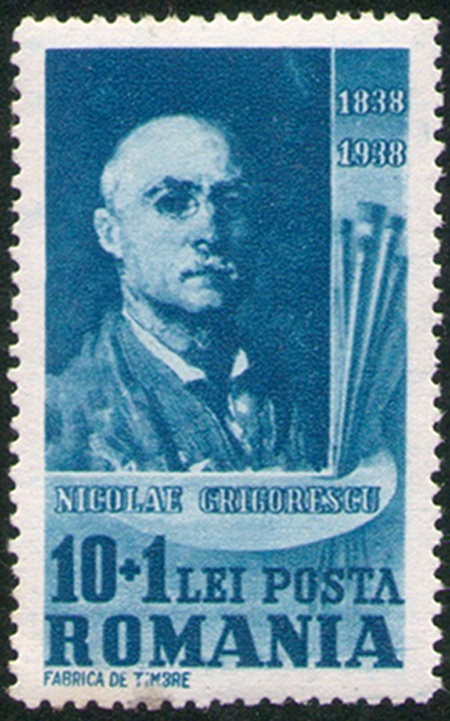
Почтовая марка Румынии в честь Николае Григореску. 1938 г.